# Ichneumon albipes
Ichneumon albipes är en stekelart som beskrevs av Geoffroy 1785. Ichneumon albipes ingår i släktet Ichneumon och familjen brokparasitsteklar. Inga underarter finns listade i Catalogue of Life.